# Gerhard Balluch
Gerhard Balluch (* 28. Jänner 1942 in Wien) ist ein österreichischer Schauspieler, Theaterregisseur und Hörspielsprecher.

## Leben
Gerhard Balluch begann nach dem Besuch des Gymnasiums zunächst ein nicht abgeschlossenes Studium der Theaterwissenschaft und der Germanistik, ließ sich dann aber an der Schauspielschule Krauss in seiner Geburtsstadt künstlerisch ausbilden. Neben zahlreichen Stückverträgen an österreichischen und deutschen Bühnen wie dem Opernhaus Graz, dem Landestheater Innsbruck, dem Wiener Volkstheater, dem Stadttheater Ingolstadt, den Städtischen Bühnen Bremen und dem Alten Schauspielhaus Stuttgart hatte er längere Engagements am Burgtheater, am Stadttheater Klagenfurt und am Landestheater Salzburg. 1972 trat Balluch eine Verpflichtung am Schauspielhaus Graz an, dessen Ensemble er bis heute angehört und mit dem er wiederum Gast an vielen europäischen Theatern war, unter anderem am Nationaltheater Belgrad, am Stadttheater Bern, am Hamburger Thalia Theater oder beim Deutschen Theatertreffen in Prag. Daneben wirkte Balluch bei zahlreichen Festspielen und Sommertheatern, so bei den Salzburger Festspielen, den Wiener Festwochen, den Bregenzer Festspielen oder dem Lehár Festival Bad Ischl.
Beruflich bedeutende Rollen sind nach eigenen Angaben unter anderem die Titelrollen im Jedermann von Hugo von Hofmannsthal, in Cyrano von Bergerac von Edmond Rostand und in Richard II. von William Shakespeare, der Astrow in Onkel Wanja von Anton Tschechow, der Knieriem aus Johann Nestroys Der böse Geist Lumpazivagabundus oder Professor Higgins in dem Musical My Fair Lady von Frederick Loewe und Alan J. Lerner.
Als Regisseur zeichnete Gerhard Balluch unter anderem für Inszenierungen von Stücken wie Der Mann, der sich nicht traut von Curth Flatow, Die kahle Sängerin von Eugène Ionesco, Ferdinand Raimunds Verschwender oder der Operette Der Graf von Luxemburg von Franz Lehár verantwortlich. Gemeinsam mit seiner Ehefrau betreibt er außerdem die Produktionsgesellschaft Arcadia.
Selten war Balluch bislang vor der Kamera tätig. 1970 hatte er einen Gastauftritt in einer Folge der Serie Der Kurier der Kaiserin, in den 1980er und 1990er Jahren spielte er in zwei Tatort-Episoden mit. Wesentlich umfangreicher sind Balluchs Arbeiten als Hörspielsprecher in Produktionen des Österreichischen Rundfunks seit Mitte der 1960er Jahre.
Neben seiner Tätigkeit als Schauspieler und Sprecher unterrichtet Balluch an der Universität Graz im Fach „Sprecherziehung und Stimmschulung“, ferner hatte er Lehraufträge an der Universität für Musik und darstellende Kunst Graz im Bereich „Dramatische Gestaltung“. Gelegentlich gibt Balluch auch privaten Schauspiel- und Sprechunterricht.

## Filmografie
- 1970: Komm nach Wien, ich zeig dir was!
- 1970: Der Kurier der Kaiserin – Ein freier Holländer
- 1972: Tanz auf dem Regenbogen
- 1986: Tatort – Der Schnee vom vergangenen Jahr
- 1994: Tief oben
- 1999: Tatort – Nie wieder Oper
- 2004: Die Augen des Coppola (Kurzfilm)
- 2006: Diebe (Kurzfilm)

## Hörspiele (Auswahl)
- 1964: Eine Geschichte, die das Leben schrieb – Autor: Wolfgang Altendorf – Regie: Gustav Bartelmus
- 1965: Ausgespielt – Autor: Victor Borg – Regie: Gustav Bartelmus
- 1965: Die Streiche des Scapin – Autor: Molière – Regie: Herbert Wochinz
- 1965: Haus ohne Sonntag – Autor: Erich Zauner – Regie: Gustav Bartelmus
- 1966: Unverhofft – Autor: Johann Nestroy – Regie: Herbert Wochinz und Ernst Willner
- 1969: Wer rettet unsern Ackerknecht? – Autor: Frank Gilroy – Regie: Klaus Gmeiner
- 1970: Der Schatten eines Rebellen – Autor: Sean O’Casey – Regie: Werner Schneyder
- 1973: Das Lächeln der Apostel – Autor: Kurt Heynicke – Regie: Rudolf Kautek
- 1973: Der Verderber – Autor: Fritz Meingast – Regie: Kurt Sterneck
- 1974: Dela Gernheim – Drei Portraits aus einem alten Familienalbum – Autor: Raoul Auernheimer – Regie: Franz Neubauer
- 1974: Imaginäre Vergangenheit, kommerziell verfügbar – Autor und Regie: Otto Grünmandl
- 1974: Eins, zwei, drei – Autor: Franz Molnar – Regie: Walter Czaschke
- 1975: Agathe – Autor: Franz Hiesel – Regie: Fritz Zecha
- 1975: Woyzeck – Autor: Georg Büchner – Regie: Fritz Zecha
- 1976: Ich betone, daß ich nicht das Geringste an der Regierung auszusetzen habe – Autor und Regie: Harald Sommer
- 1976: Die verwegenen Spiele am Rothenbaum – Autor: Franz Hiesel – Regie: Fritz Zecha
- 1977: In Grönland – Autor: Gerhard Roth – Regie: Alfred Holzinger
- 1978: Lulu – Autor: Frank Wedekind – Regie: Klaus Dieter Kirst
- 1979: Chance – Autor: Helmut Zenker – Regie: Reinhold Ulrych
- 1979: Das schwedische Zündholz – Autor: Anton Tschechow – Regie: Rudolf Kautek
- 1980: Warum kann ich nicht vom Truge in die Wahrheit übergehen – Autor: Ludwig Harig – Regie: Kurt Josef Schildknecht
- 1983: Nördlich der Liebe und südlich des Hasses – Autor: Guntram Vesper – Regie: Karl Friedrich
- 1983: Donald Duck in Hollywood oder Sind oder waren Sie Mitglied – Autor: Wolfgang Pollanz – Regie: Karl Friedrich
- 1985: Nietzsche in Goa – Autor und Regie: Reinhard P. Gruber
- 1986: Hamlet – Autor: Joachim Perinet – Regie: Heinz Hartwig
- 1987: Der betrogene Ehemann oder Hanss Wurscht – Autor: Josef Anton Stranitzky – Regie: Heinz Hartwig
- 1987: Rameaus Neffe – Autor: Denis Diderot – Regie: Lucas Cejpek
- 1990: Ein Mitternachtsspiel – Autorin: Marlen Haushofer – Regie: Heinz Hartwig
- 1991: Begegnung in Symi – Autor: Hans Trummer – Regie: Heinz Hartwig
- 1991: Das pralle Herz der Aeronauten – Autor: Wolfgang Maria Siegmund – Regie: Heinz Hartwig
- 1992: Zwei Ladies in der Hudson Bar – Autor: Helmut Eisendle – Regie: Heinz Hartwig
- 1992: Kants Abenteuer – Autor: Harald Ditlbacher – Regie: Heinz Hartwig
- 1994: Über Bord – Autor: Rudolf Egger – Regie: Heinz Hartwig
- 1994: Lieber schizophren als ganz allein – Autor: Josef Rieser – Regie: Christian Pölzl
- 1995: Der König, sein Narr, seine Königin... – Autor: Günter Eichberger – Regie: Heinz Hartwig
- 1995: Fünf Uhr morgens – Autor: Friedrich Bestenreiner – Regie: Heinz Hartwig
- 1996: Pat und Sarah – Autor: Bernard Costa – Regie: Peter Lotschak
- 1997: Bruno – Autor: Wolfgang Hermann – Regie: Heinz Hartwig
- 1998: Das Vermächtnis der Maria Szmaragowska – Autor: Alfred Kolleritsch – Regie: Heinz Hartwig
- 1998: Schröder – Autorin: Daniela Egger – Regie: Heinz Hartwig
- 1998: Enigma – Autor: Éric-Emmanuel Schmitt – Regie: Heinz Hartwig
- 1998: Ein Theater – Autor: László Varvasovszky – Regie: Heinz Hartwig
- 2000: www.moses.at – Autoren: Daniela Egger und Wolfgang Hermann – Regie: Heinz Hartwig

## Auszeichnungen
- Silbernes Ehrenzeichen der Stadt Graz[4]
- Goldenes Ehrenzeichen des Landes Steiermark[4]
- Verleihung des Berufstitels „Professor“[4]
- Verleihung des Titels „Kammerschauspieler“[1]